# Nesolestes albicaudus
Nesolestes albicaudus är en trollsländeart som beskrevs av Fraser 1952. Nesolestes albicaudus ingår i släktet Nesolestes och familjen Megapodagrionidae. Inga underarter finns listade i Catalogue of Life.